# Parque de Jogos Comendador Joaquim de Almeida Freitas
El Estadio Comendador Joaquim de Almeida Freitas es un estadio de fútbol ubicado en la villa de Moreira de Cónegos, Portugal. Tiene una capaciadad para 6150 espectadores y unas dimensiones de 104x68m. Pertenece al Moreirense, que disputa sus partidos como local en el recinto.